# Мажуков, Алексей Сергеевич
Алексе́й Серге́евич Мажуко́в (10 февраля 1936 — 28 июня 2011) — советский композитор, Заслуженный деятель искусств Российской Федерации (1996).

## Биография
Родился 10 февраля 1936 года в деревне Шумерля Чувашской АССР, недалеко от одноименного рабочего посёлка, ставшего в 1937 году городом.
Музыкальное образование получил в Чебоксарском музыкальном училище (1955), Саратовской консерватории (1959) и Московской консерватории (1962, класс композиции Ю. А. Шапорина). Работал дирижером, композитором-аранжировщиком в эстрадных оркестрах, в частности в биг-бэнде Эдди Рознера. Руководил оркестром «Советская песня».
Скончался 28 июня 2011 года. Похоронен в Москве на Троекуровском кладбище.

## Семья
Сыновья — пианист-виртуоз Денис Алексеевич Мажуков (род. 1973) и Павел Алексеевич Мажуков (1977—2021).

## Творчество
Песни Алексея Мажукова получили всесоюзную известность благодаря исполнению Н. Бродской. Э. Хилем, А. Пугачёвой, И. Кобзоном, М. Магомаевым, И. Понаровской, Н. Гнатюком, Л. Долиной, С. Ротару, К. Георгиади и многими другими популярными исполнителями.
На музыку Мажукова в Чувашском драматическом театре поставили комедию У. Шекспира «Ашкăнчăк инкесем» («Виндзорские проказницы»). На слова поэта В. Смирнова сочинил песню «Ода Чувашии».

### Песни
| Название                                              | Автор текста                                | Исполнители | Примечание |
| ----------------------------------------------------- | ------------------------------------------- | --- | --- |
| А мне покоя нет                                       | Поперечный Анатолий                         | Ольга Зарубина | |
| А музыка звучит                                       | Зиновьев Николай                            | София Ротару (1983) | Песня-лауреат XIII Всесоюзного телевизионного фестиваля «Песня-83» в исполнении Софии Ротару                                                         |
| А я всю жизнь искал тебя                              | Харитонов Владимир                          | Муслим Магомаев; Владимир Попов | |
| Аннушка                                               | Резник Илья                                 | Виктор Кривонос | |
| Белоснежка                                            | Пьянов Алексей                              | Людмила Сенчина | |
| Будь всегда смешлив и весел                           | Филатов Леонид                              | Юрий Богатырёв и Нина Бродская (1976) | Из телеспектакля «Когда-то в Калифорнии» (1976) |
| Бывает                                                | Харитонов Владимир                          | Лев Лещенко (1979) | |
| Былое эхо                                             | Харитонов Владимир                          | Евгений Мартынов | |
| В небе родном                                         | Казакова Римма                              | Евгений Головин | |
| В снегах потеряны тропинки                            | Харитонов Владимир                          | Муслим Магомаев (1973) | |
| Вдохновение                                           | Гаджикасимов Онегин                         | ВИА «Музыка» | |
| Весёлый ковбой                                        | Филатов Леонид                              | Алла Пугачёва | Из телеспектакля «Когда-то в Калифорнии» (1976) |
| Верность женская моя                                  | Блок Александр                              | София Ротару; Галина Улетова | |
| Верю я                                                | Дементьев Андрей                            | Мария Кодряну (1977); Роза Рымбаева (1977); Людмила Москвитина (1977); Роксана Бабаян (1978)                                              | |
| Весна пришла                                          | Чубенко Ю.                                  | Нина Бродская | |
| Ветер                                                 | Шапиро М.                                   | Галина Улетова | |
| Ветер осенний                                         | Гольцева Алла                               | Анне Вески | |
| Взрослые речи                                         | Наровчатов Сергей                           | Нина Бродская (1973) | |
| Водопад                                               | Кретов Леонид                               | Олег Ухналёв (1980) | |
| Возьми меня с собой                                   | Танич Михаил                                | Ольга Зарубина (1979); Анне Вески (1982)                                                                                                  | |
| Всё до поры                                           | Васильева Лариса                            | Нина Бродская (1970); Раиса Мкртчян; Татьяна Шихова                                                                                       | |
| Всё как всегда                                        | Митасов Егор                                | София Ротару (1979) | |
| Всё начинается с тебя                                 | Гаджикасимов Онегин                         | Нина Бродская (1969); ВИА «Музыка» | |
| Вспоминайте, люди                                     | Харитонов Владимир                          | Иосиф Кобзон (1978); Юрий Богатиков (1980)                                                                                                | Песня-лауреат X Всесоюзного телевизионного фестиваля «Песня-80» в исполнении Юрий Богатикова                                                         |
| Выпускаю синицу                                       | Шаферан Игорь                               | ВИА «Самоцветы» (1978) | |
| Вьюга дымится                                         | Харитонов Владимир                          | Геннадий Белов (1975); Михаил Котляр (1976)                                                                                               | |
| География-биография                                   | Галинский (Усманов) Давыд                   | ВИА «Орфей» (1978) ВИА «Верасы» (1978) | |
| Говори мне (Ты говори мне)                            | Шумаков Николай                             | Нина Бродская (1978) | |
| Годы не стареют                                       | Танич Михаил                                | Лев Лещенко (1978) | |
| Гордая песня                                          | Митников А.                                 | Екатерина Шаврина | |
| Горчит калина                                         | Зубков Т.                                   | Эдуард Лабковский | |
| Давайте оставим пустую пальбу                         | Филатов Леонид                              | Юрий Богатырёв (1976) | Из телеспектакля «Когда-то в Калифорнии» (1976) |
| Девушки в защитных гимнастёрках                       | Монастырёв Анатолий, Писаржевская Ольга     | Геннадий Белов (1978) | |
| Девчонка из квартиры 45                               | Пляцковский Михаил                          | ВИА «Здравствуй, песня!» (1979) | |
| Десятиклассники                                       | Шумаков Николай                             | Леонид Шумский | |
| Для нас двоих                                         | Шаферан Игорь                               | Юлия Рустамян | |
| Добрые вести                                          | Танич Михаил                                | Маргарита Суворова | |
| Дожди                                                 | ?                                           | Алла Баянова | |
| Ещё не поздно                                         | Пляцковский Михаил                          | Михаил Котляр | |
| Жду тебя                                              | Шаферан Игорь                               | Людмила Гурченко (1981) | |
| Желтоглазая ночь                                      | Ошанин Лев                                  | Бируте Петриките (1980); Николай Рублёв (1980); Аскер Махмудов (1981); Надежда Чепрага; Галина Улетова                                    | |
| Женщины                                               | Дементьев Андрей                            | Екатерина Шаврина (1976) | |
| Затопленная лодка                                     | Зиновьев Николай                            | Людмила Гурченко (1983); Надежда Чепрага                                                                                                  | |
| Зачем грустите, ивы?                                  | Харитонов Владимир                          | Клавдия Шульженко (1973) | |
| Зачем давал ты обещания?                              | Шишко Леонтий                               | Нина Бродская; Лина Прохорова (1972) | |
| Звуки музыки                                          | Галинский (Усманов) Давыд                   | Нагима Ескалиева (1980) | |
| Здравствуй, радость                                   | Поперечный Анатолий                         | Ирина Понаровская | |
| Зима, зима                                            | Харитонов Владимир                          | Муслим Магомаев | |
| Иволга                                                | Гаджикасимов Онегин                         | Валентина Толкунова (1975) | |
| Ивушка неплакучая                                     | Парпара Анатолий                            | Наталья Пашкова | |
| Именем любви                                          | Поперечный Анатолий                         | Виктор Кривонос (1981); Мовсар Минцаев (1981)                                                                                             | |
| Имя твоё                                              | Вершинин А.                                 | Заур Тутов | |
| Какая дивная пора                                     | Поперечный Анатолий                         | Ирина и Елена Базыкины | |
| Какая ночь                                            | Фет Афанасий                                | Аветян, Арташес Ваганович; Муслим Магомаев (1972)                                                                                         | |
| Кланяйтесь, пожалуйста                                | Гаджикасимов Онегин                         | Галина Улетова | |
| Когда-нибудь                                          | Шаферан Игорь                               | Виктор Кривонос | |
| Колыбельная                                           | Гаджикасимов Онегин                         | 3денка Вучкович (1970) | |
| Комсомольский марш                                    | Кретов Леонид                               | ВИА «Музыка» | |
| Красная стрела                                        | Зиновьев Николай                            | София Ротару (1979); Галина Улетова | Из кинофильма «Где ты, любовь?» (1980). Песня-лауреат XI Всесоюзного телевизионного фестиваля «Песня-81» в исполнении Софии Ротару                   |
| Кто же знал                                           | Харитонов Владимир                          | Екатерина Шаврина (1971) | |
| Летние каникулы                                       | Дементьев Андрей                            | Бируте Петриките; Ольга Пирагс (1983) | |
| Лето любви                                            | Поперечный Анатолий                         | Ренат Ибрагимов (1979); Николай Рублёв (1980); Рано Шарипова (1981) Роза Рымбаева                                                         | |
| Лишняя                                                | Казакова Римма                              | София Ротару | |
| Любо-дорого                                           | Танич Михаил                                | ВИА «Пламя» (1980) | |
| Любовь прошла                                         | Дементьев Андрей                            | Валентина Толкунова (1975) | |
| Мечты-мечты                                           | Пушкин Александр                            | Муслим Магомаев | |
| Мир на двоих                                          | Резник Илья                                 | Николай Рублёв (1980) | |
| Моя заветная мечта                                    | Дмоховский Александр                        | Юлия Кулиговская | |
| Музыка                                                | Кулиев Кайсын, Гребнев Наум (перевод)       | Роксана Бабаян; Заур Тутов | |
| Музыка                                                | Синявский Пётр                              | ВИА «Музыка» | |
| Музыка любви                                          | Поперечный Анатолий                         | Роза Рымбаева (1979); Ирина Понаровская (1979); Бируте Петриките (1979); Александр Чепурной (1979); София Ротару (1979);                  | Песня-лауреат IX Всесоюзного телевизионного фестиваля «Песня-79» в исполнении Бируте Петриките                                                       |
| Молодость моя                                         | Марина Цветаева                             | Людмила Гурченко | |
| Мы долго ждём любви                                   | Танич Михаил                                | Галина Шевелёва и Леонид Серебренников | |
| На пристани                                           | Кузнецов Валентин                           | Валентина Толкунова | |
| Нам рано жить воспоминаниями                          | Меньшиков Виктор                            | Эдита Пьеха (1987) | Песня-лауреат XVII Всесоюзного телевизионного фестиваля «Песня-87» в исполнении Эдиты Пьехи                                                          |
| Напрасно ходишь                                       | Харитонов Владимир                          | Светлана Резанова (1977); Нина Бродская (1978) Надежда Чепрага (1978)                                                                     | |
| Наташа                                                | Галинский (Усманов) Давыд                   | ВИА «Ровесники» (1978); Евгений Головин; Павел Щербинин                                                                                   | |
| Наша биография                                        | Монастырёв Анатолий, Писаржевская Ольга     | Виктор Мамонов (1977); Эдуард Хиль; Михаил Чуев                                                                                           | Песня-лауреат VII Всесоюзного телевизионного фестиваля «Песня-77» в исполнении Виктора Мамонова                                                      |
| Наша жизнь                                            | Шаферан Игорь                               | София Ротару (1977) | |
| Наши дни                                              | Поперечный Анатолий                         | Роза Рымбаева | |
| Не в том моя беда                                     | Сельвинский Илья                            | Муслим Магомаев (1970) | |
| Не знаю я                                             | Харитонов Владимир                          | Муслим Магомаев (1971) | |
| Не спрашивай                                          | Гаджикасимов Онегин                         | Юлия Рустамян | |
| Ничего не случилось                                   | Галинский (Усманов) Давыд                   | Олег Ухналёв (1980) | |
| О, милая                                              | Пушкин Александр                            | Муслим Магомаев (1973) | |
| О чём ты говоришь                                     | Рябинин Михаил                              | Маргарита Суворова и А.Рыбаков | |
| Обратно не зови                                       | Шумаков Николай                             | Николай Рублёв (1980) | |
| Однажды                                               | Резник Илья                                 | Ирина Понаровская (1979); Ирина Понаровская и Евгений Чернышёв (1979)                                                                     | |
| Одно твоё прикосновение                               | Кретов Леонид                               | Эдита Пьеха (1980) | |
| Ожившее мгновение                                     | Пургалин Борис                              | Валентина Алексеева и Степан Старчиков; Тамара Миансарова                                                                                 | |
| Ой ты, вьюга                                          | Ткаченко Виталий                            | Олег Анофриев; Екатерина Шаврина и Михаил Котляр (1976)                                                                                   | |
| Опять глаза                                           | Ошанин Лев                                  | Жанна Рождественская (1982) | |
| Остановись, постой                                    | Танич Михаил                                | Ксения Георгиади (1984); Ольга Зарубина                                                                                                   | |
| Ответ Наташи (Письмо Наташи)                          | Галинский (Усманов) Давыд                   | Светлана Резанова (1980) | |
| Очень хорошо                                          | Галинский (Усманов) Давыд                   | Алла Пугачёва (1975); ВИА «Диско» (1977); ВИА «Крымские зори» (1977); Лариса Долина (1997); Филипп Киркоров и Максим Галкин (2014)        | Песня-лауреат VI Всесоюзного телевизионного фестиваля «Песня-76» в исполнении Аллы Пугачёвой. В исполнении Киркорова и Галкина другой текст куплетов |
| Первая измена                                         | Люлина Н.                                   | Эдита Пьеха | |
| Первая любовь                                         | Кретов Леонид                               | Светлана Резанова (1977); Нина Бродская (1978); Геннадий Белов (1980);                                                                    | |
| Песенка о дилижансе (Я покину дом и родню…)           | Филатов Леонид                              | Владимир Коваль и Юрий Богатырёв (1976); Нина Бродская (1976)                                                                             | Из телеспектакля «Когда-то в Калифорнии» (1976) |
| Песня неунывающего ковбоя (Я прожил горестную жизнь…) | Филатов Леонид                              | Владимир Коваль (1976) | Из телеспектакля «Когда-то в Калифорнии» (1976) |
| Письма мои                                            | ?                                           | Нина Бродская | |
| Подари мне признание                                  | Дементьев Андрей                            | Екатерина Шаврина и Михаил Котляр (1976)                                                                                                  | |
| Помнишь                                               | Кондратьева Татьяна                         | Валентина Пономарёва | |
| Попутная песенка                                      | Ошанин Лев                                  | Леонид Серебренников (1982) | |
| Пора любви                                            | Галинский (Усманов) Давыд                   | Татьяна Покрасс (1976) | |
| Почему это так                                        | Вратарёв Александр                          | Татьяна Кочергина (1980) | |
| Предчувствие любви                                    | Поперечный Анатолий                         | Владимир Попков | |
| Прекрасная Елена                                      | Дик Ю.                                      | Сергей Захаров | |
| Приезжай ко мне                                       | Старшинов Николай                           | Юрий Олизаров, Виктор Кривонос | |
| Приезжайте в Балашиху                                 | Дитерихс Алексей                            | Олег Ухналёв (1980) | |
| Признаюсь я                                           | Шекспир Уильям, Маршак Самуил (перевод)     | Заур Тутов | |
| Прости меня                                           | Гаджикасимов Онегин                         | Роксана Бабаян (1978) ВИО-66 | |
| Простой сюжет                                         | Танич Михаил                                | Галина Шевелёва | |
| Прощай, любовь моя                                    | Шамхалов Ободияв, Горохов Николай (перевод) | Ксения Георгиади (1983); Муслим Магомаев                                                                                                  | |
| Прощай, нам слёз не лить                              | Фёдоров Василий                             | Геннадий Белов (1977); Владимир Попков; Заур Тутов                                                                                        | |
| Реченька                                              | Кретов Леонид                               | Ольга Зарубина и Олег Ухналёв (1980) | |
| Робость любви                                         | Алиханов Сергей, Жигарев Александр          | Игорь Иванов (1985) | |
| Родное село                                           | Шумаков Николай                             | Юрий Олизаров; Леонид Серебренников и ВК «Улыбка»                                                                                         | |
| Романс миссис Мартин (Я ночью у окна сижу без сна…)   | Филатов Леонид                              | Алла Пугачёва (1976) | Из телеспектакля «Когда-то в Калифорнии» (1976) |
| Росинка                                               | Шумаков Николай                             | Геннадий Белов | |
| Русский марш                                          | Дубровин Борис                              | КрАПП СА, солист Леонид Пшеничный (1974)                                                                                                  | |
| Самолёты и соловьи                                    | Ошанин Лев                                  | Валентина Толкунова (1982) | |
| Свет в окне                                           | Горбовский Глеб                             | Жанна Рождественская (1983) | |
| Северная наша широта                                  | Танич Михаил                                | Олег Ухналёв | |
| Сегодня метель                                        | Фёдоров Василий                             | Василий Розе; Заур Тутов | |
| Сердце                                                | Гаджикасимов Онегин                         | Иосиф Кобзон (1974) | |
| Словечки                                              | Козловский Яков                             | Светлана Резанова (1971) | |
| Снегопад                                              | Монастырёв Анатолий, Писаржевская Ольга     | ВИА «Музыка» | |
| Соловьиная роща                                       | Кузнецов Валентин                           | Геннадий Белов (1977) | |
| Старинное танго                                       | Пляцковский Михаил                          | Клавдия Шульженко (1975) | |
| Строит комсомол                                       | Галинский (Усманов) Давыд                   | ВИА «Музыка» | |
| Судьба моя                                            | Абрамов Сергей                              | Ксения Георгиади | |
| Сумерки зелёные (В сумерках зелёных)                  | Митасов Егор                                | Муслим Магомаев (1983); Геннадий Каменный; Мовсар Минцаев                                                                                 | |
| Счастливая песня                                      | Монастырёв Анатолий, Писаржевская Ольга     | ВИА «Музыка» | |
| Талисман                                              | Поперечный Анатолий                         | Группа «Доктор Ватсон» | |
| Тебе ещё об этом не сказал                            | Шумаков Николай                             | Геннадий Белов (1976); Олег Анофриев | |
| Туман рассеется                                       | Дитерихс Алексей                            | Валентина Толкунова (1980) | |
| Ты меня забудешь скоро                                | Дементьев Андрей                            | Нина Бродская | |
| Ты постучи скорей в моё окно                          | Кондратова Т.                               | Радик Гареев | |
| Ты снишься мне                                        | Шумаков Николай                             | Алла Пугачёва (1975); Анна Резникова (1985); Кабаре-дуэт «Академия» (1997); Полина Гагарина (2009); Сергей Пенкин и Таисия Повалий (2010) | |
| Ты со мной                                            | Шаферан Игорь                               | Сергей Захаров | |
| У меня, Марины                                        | Козловский Яков                             | Екатерина Шаврина (1971); Алла Пугачёва (1971); Светлана Резанова (1971); Александра Стрельченко (1974)                                   | |
| Улетела птичья стая                                   | Гальперин Ян                                | Сархан Сархан (1983); О. Денисенко (1985) Галина Ненашева                                                                                 | |
| Утраченная любовь                                     | Шумаков Николай                             | Нина Бродская (1978) Нина Пантелеева | |
| Цветок                                                | Зумакулова Танзиля                          | Сархан Сархан | |
| Цветущий май                                          | Абрамов Сергей                              | Виктор Кривонос | |
| Час тишины                                            | Виноградова Лилия                           | ВИА «Пламя» (1980); Лариса Долина (1986); Роза Рымбаева                                                                                   | Песня-лауреат XVI Всесоюзного телевизионного фестиваля «Песня-86» в исполнении Ларисы Долиной                                                        |
| Четыре года                                           | Монастырёв Анатолий, Писаржевская Ольга     | Вадим Мулерман (1977) | |
| Чудеса (Чародеи и факиры)                             | Вратарёв Александр                          | Елена и Ирина Базыкины (1986) Роза Рымбаева (1986)                                                                                        | |
| Шерше ля фам                                          | Монастырёв Анатолий, Писаржевская Ольга     | Нина Бродская | |
| Эта крымская земля                                    | Казакова Римма                              | Людмила Москвитина | |
| Это — жизнь                                           | Поперечный Анатолий                         | ВИА «Музыка» (1978); Юрий Богатиков; Лев Барашков                                                                                         | |
| Это кажется                                           | Зиновьев Николай                            | Лариса Долина (1985) | |
| Я в жизни знал один девиз                             | Филатов Леонид                              | Владимир Коваль и Нина Бродская (1976) | Из телеспектакля «Когда-то в Калифорнии» (1976) |
| Я к тебе приеду                                       | Ошанин Лев                                  | ВИА «Музыка» | |
| Я память трогаю                                       | Харитонов Владимир                          | Нелли Андреева (1972) | |
| Я этот город строю                                    | Ошанин Лев                                  | Леонид Серебренников (1987) | |
| Яблоки зелёные                                        | Харитонов Владимир                          | ВК «Аккорд» (1975) | |

### Музыка к фильмам
1. 1963 — Короткие истории
2. 1972 — Горы зовут
3. 1976 — Когда-то в Калифорнии
4. 1976 — Мартин Иден
5. 1976 — Мы вместе, мама
6. 1977 — Кошка на радиаторе
7. 1977 — Портрет с дождём
8. 1978 — Искушение
9. 1978 — Дима отправляется в путь
10. 1979 — Летние гастроли
11. 1980 — Где ты, любовь?
12. 1981 — Любимая женщина механика Гаврилова
13. 1985 — Горький можжевельник
14. 1986 — Джигит всегда джигит

### Дискография
- «Музыка для отдыха» («Мелодия», 1967, переиздано 2005)
- «Алексей Мажуков — Песни, оркестровые пьесы» («Мелодия», 1973)
- «Пути Любви» («Мелодия» 1983)
- «Золотой шлягер 80-х» («Мелодия», 1995)

## Награды
- Заслуженный деятель искусств Российской Федерации (1996).
- Благодарность Министра культуры и массовых коммуникаций Российской Федерации (13 февраля 2006 года) — за заслуги в развитии отечественного музыкального искусства и в связи с 70-летием со дня рождения[1].